# Visingsborg

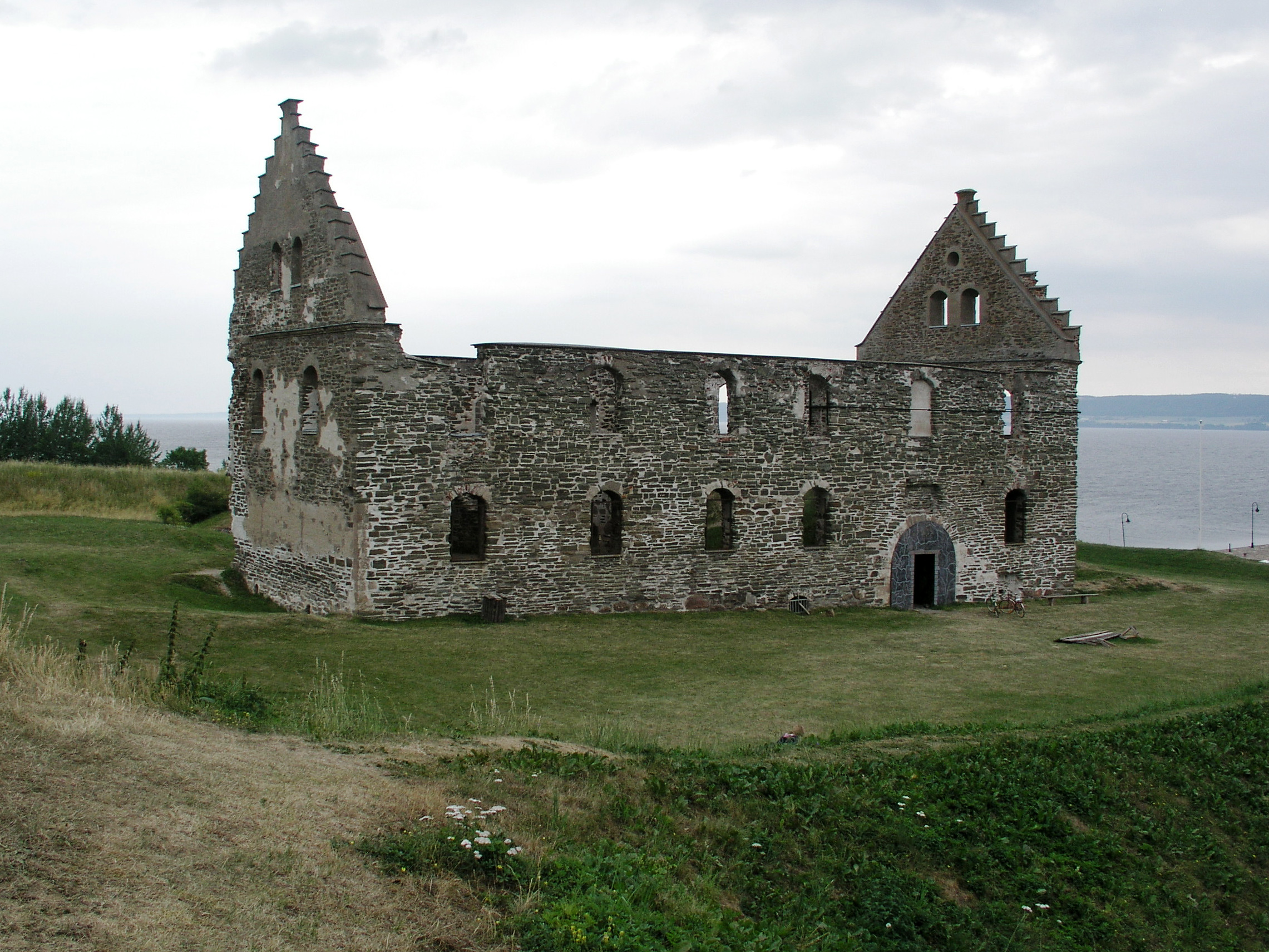
Ruine von Schloss Visingsborg

Visingsborg ist die Bezeichnung für eine Grafschaft und ein Schloss auf der Ostseite der Insel Visingsö im Vättersee in Schweden. Beide sind historisch eng mit dem Geschlecht Brahe verknüpft.
Das Schloss wurde in den 1560er Jahren als Viereck mit vier Türmen und Wallgraben errichtet. Dafür wurden auch Steine des Klosters Alvastra verwendet. Die alte Burg auf Visingö, Näs slott, war zu dieser Zeit schon lange eine Ruine.
Die Grafschaft umfasste sowohl Orte auf der Insel wie auch in Småland und Västergötland, 1569 insgesamt 468 Höfe, in den 1640er Jahren nochmal 100 dazu. 1654 erhielt Graf Per Brahe der Jüngere die Halsgerichtsbarkeit (Hochgericht) über die auf der Insel Visingsö Ansässigen.
Das Schloss wurde als Folge eines Brandes in der Nacht vom 22. zum 23. Dezember 1718 ruiniert. Die zu dieser Zeit nach dort verlegten russischen Kriegsgefangenen aus dem Großen Nordischen Krieg wurden angeklagt, den Brand gelegt zu haben.
Bauherren des Schlosses waren:

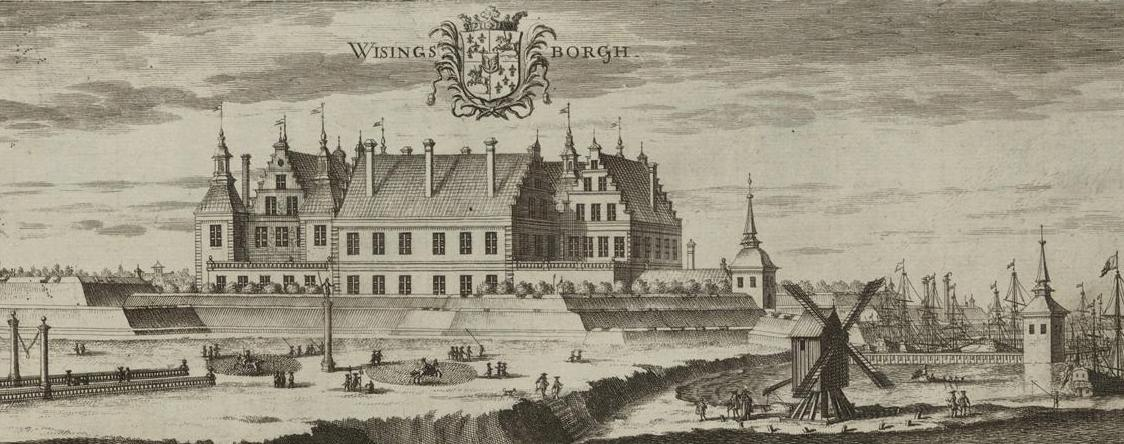
Visingsborg auf einem Kupferstich von Erik Dahlbergh vom Ende des 17. Jahrhunderts. Aus Suecia antiqua et hodierna, und damit wahrscheinlich nicht ganz zuverlässig

- Per Brahe der Ältere ließ den Westflügel errichten.
- Magnus Brahe, Sohn des Vorigen, ließ den Südflügel errichten, der mit seinen Sälen und anderen Gemächern den stattlichsten Teil des Schlosses ausmachte.
- Per Brahe der Jüngere ließ einen Nordflügel für die Dienerschaft hinzufügen. In seiner Zeit wurde auch ein Hafen angelegt. Das Schloss war von sechs Türmen mit vergoldeten Spitzen bekrönt. Inventare aus seiner Zeit belegen eine umfangreiche Bibliothek und eine Rüstkammer mit Waffen für 800 Mann. Die Wälle waren mit Kanonen bestückt. Eine kleine Armee von 200 Mann war in Visingsborg stationiert. Außerdem ließ Per Brahe der Jüngere Brahehus als Witwensitz für seine Ehefrau errichten. Er gründete zudem gegen den Widerstand der Kirche eine Schule auf Visingsö, die in der Kirche von Kumlaby eingerichtet wurde.